# Зияд ибн Уммея
Абу́-ль-Муги́ра Зия́д ибн Умме́я (араб. أبو المغيرة زياد بن أمية‎), Зияд ибн Абихи (араб. زياد بن أبيه‎ ; ум. в 673, Эт-Таиф, совр. Саудовская Аравия) — побочный сын Абу Суфьяна. Правитель Ирака и Восточных провинций Омейядского халифата.

## Биография
Зияд родился вне брака в Эт-Таифе около 622/624 года, и умер в местечке ас-Савия (или ас-Сувайя, араб. الثوية‎) около Эль-Куфы в 673 году (рамадан 53 года хиджры). Он был известен под различными именами: Зияд ибн Убайд, Зияд ибн Сумайя, Зияд ибн Абу Суфьян, Зияд ибн Уммихи и Зияд аль-Амир. В шиитской традиции сообщается, что Аиша привыкла называть его Зиядом ибн Аби́хи («Зияд, сын своего отца»), так как его отец был неизвестен. Анри Ламменс считал, что этот оскорбительный насаб появился в эпоху Аббасидов, в то время как сам Зияд использовал насаб Ибн Сумайя или Ибн Абу Суфьян.
Зияд — один из знаменитых полководцев Омейядского халифата. Участвовал в походах халифов Умара и Усмана. При своём единокровном брате, халифе Муавии — правитель Ирака и Восточных провинций Омейядского халифата.